# Stefan Strandberg
Pour les articles homonymes, voir Strandberg.
Ken Remi Stefan Strandberg, né le 25 juillet 1990 à Lyngdal en Norvège, est un footballeur international norvégien. Il joue au poste de défenseur central au Vålerenga Fotball. 

## Carrière

### En club
Strandberg commence sa carrière de footballeur professionnel à Mandalskameratene et rejoint Vålerenga, club de la ville d'Oslo, en 2009. Il y fait ses débuts en Ligue Europa en 2011. L'année suivante, il signe à Rosenborg. 
En 2015, il quitte la Norvège et rejoint le FK Krasnodar en Russie.
Il est prêté à l'Oural Iekaterinbourg en janvier 2019. Avec ce club, il atteint notamment la finale de la Coupe de Russie, finalement perdue face au Lokomotiv Moscou.
Laissé libre par l'US Salernitana à l'été 2022, Stefan Strandberg est notamment courtisé par le Standard de Liège mais le défenseur expérimenté de 32 ans décide finalement de retourner au Vålerenga Fotball, s'engageant avec le club qui l'a révélé le 5 août 2022, pour un contrat courant jusqu'en décembre 2024.

### En équipe nationale
Strandberg est sélectionné en équipe nationale dès les moins de 15 ans. Il est capitaine de la sélection espoirs qui se classe troisième du championnat d'Europe espoirs en 2013. Lors de cette compétition, il est l'auteur d'un but contre l'équipe d'Italie.
Il fait ses débuts en sélection A en 2013. Il joue son premier match en équipe nationale le 19 novembre 2013, en amical contre l'Écosse.

## Palmarès
- Champion de Norvège en 2015 avec le Rosenborg BK.
- Finaliste de la Coupe de Russie en 2019 avec l'Oural Iekaterinbourg.

## Statistiques
Strandberg compte lors de son départ à Krasnodar, 139 matchs et 6 buts en Tippeligaen, la première division du championnat de Norvège.